# Carlo Ramella
Carlo Ramella (Parma, 13 gennaio 1941) è un politico italiano.

## Biografia
Diplomato ragioniere, è fin da giovane attivo sul piano sindacale nel veronese, dove negli anni Settanta è dirigente della Fim-Cisl e segretario locale della Federazione lavoratori metalmeccanici.
Viene eletto alla Camera dei Deputati nel 1976 con il Partito Comunista Italiano nella Circoscrizione Verona-Padova-Vicenza-Rovigo, venendo poi riconfermato anche dopo le elezioni politiche del 1979, restando quindi a Montecitorio fino al 1983.